# 初納村
初納村（しょのうむら）はかつて岐阜県郡上郡に存在した村である。
現在の郡上市八幡町初納に該当する。

## 歴史
- 1875年（明治8年） - 鶴佐村、符路村、石原村、吉田村、下津原村が合併し、初納村となる。
- 1889年（明治22年）7月1日 - 町村制により、改めて初納村が発足。
- 1897年（明治30年）4月1日 - 旭村、有穂村、小野村、市島村と合併し口明方村発足。同日初納村は廃止される。